# Wells
Wells ist eine 27 km südlich von Bristol gelegene Stadt in Somerset, Südwest-England, Vereinigtes Königreich, am Südfuß der Mendip Hills. Wells ist mit rund 10.000 Einwohnern nach der City of London die zweitkleinste Kathedralstadt Englands.

## Geschichte
Schon in römischer Zeit gab es an der Stelle des heutigen Wells eine Siedlung. Ihr Standort eignete sich gut für eine Ortsgründung, da sich dort viele Quellen befinden, die der Stadt auch ihren Namen gaben. Erst in angelsächsischer Zeit erlangte Wells größere Bedeutung als eine wichtige Stadt des Königreichs Wessex. König Ine gründete hier 704 ein Gotteshaus. Bei der Teilung des alten Bistums Sherborne im Jahr 909 wurde Wells Sitz des neuen Bistums Wells; dies zog das Wachstum der Stadt nach sich. Bischof John de Villula verlegte jedoch 1090 den Sitz seines Bistums nach Bath. In der Folge kam es zwischen den Kanonikern von Wells und den Mönchen von Bath zu Auseinandersetzungen. 1245 erhielt der Kirchenbezirk schließlich den Namen Bistum Bath und  Wells, und sein Bischof sollte von Geistlichen aus beiden Städten gewählt werden.
Bischof Robert gewährte Wells 1160 eine Charta, durch welche die Bürger von gewissen Zollabgaben befreit wurden. Andere von den Bischöfen Reginald fitz Jocelin vor 1180 und Savaric FitzGeldewin um 1201 verliehene Chartas räumten den Einwohnern von Wells das Recht der Jurisdiktion bei Streitfällen in ihren eigenen Reihen ein. Diese Privilegien wurden 1201 von König Johann bestätigt, ebenso von Eduard I. 1290, von Eduard III.  mit der Gewährung weiterer Begünstigungen 1334, 1341, 1343 und 1345, von Richard II. 1377, von Heinrich IV. 1399 und von Heinrich VI. 1424. Wells erhielt ferner von Königin Elisabeth I. 1589 eine Inkorporationsurkunde verliehen, welche die Stadt von der bischöflichen Kontrolle befreite, und weitere solche Urkunden folgten 1683, 1688 und 1835. Im Parlament war Wells von 1295 bis 1868 vertreten.
Vor 1160 erhielt die Stadt die Erlaubnis zur Abhaltung von Messen am 3. März, 14. Oktober und 30. November, wozu 1201 noch als weitere Markttage der 9. Mai, 25. Juni und 25. November hinzukamen. Diese Messen waren im Mittelalter wichtig für den städtischen Tuchverkauf. Später traten Seiden-, Strumpf-, Handschuhherstellung und andere Wirtschaftszweige an die Stelle des Tuchhandels. Im frühen 19. Jahrhundert kamen dann vermehrt Papier- und Bürstenerzeugung als dominierende Industriezweige auf.

## Sehenswürdigkeiten
Wells weist ein mittelalterliches Stadtbild auf mit vielen aus dem 14. bis 16. Jahrhundert stammenden Häusern, Gasthöfen und Stadttoren. Bemerkenswerte Gebäude sind vor allem:
- St. Andrew’s Cathedral

Die Kathedrale von Wells wurde in den Jahren 1182–1260 erbaut. Die Westfassade ist mit über 300 Statuen bestückt. Architektonische Besonderheit sind drei Scherenbögen. Die Kathedrale verleiht Wells das Stadtrecht, da sich in England jede Siedlung, die eine Kathedrale besitzt, automatisch Stadt nennen darf.
- Vicars Close

In unmittelbarer Nähe der Kathedrale befindet sich die mittelalterliche Vicar's Close aus dem 14. Jahrhundert, erste Reihenhaussiedlung Großbritanniens und die älteste durchgängig bewohnte Straße Europas.
- Ebenfalls in der Altstadt befindet sich der von Bischof Jocelin ab 1210 auf viereckigem Grundriss erbaute Bishop's Palace, der zum Teil nur noch als Ruine erhalten ist. Im Garten des Palastes, der von einem Wassergraben umgeben ist, befinden sich die Quellen, die dem Ort seinen Namen gegeben haben.
- Die Pfarrkirche Saint Cuthbert war ein ursprünglich frühenglisches, kreuzförmig angelegtes Gebäude des 13. Jahrhunderts, dessen Aussehen  sich im 15. Jahrhundert stark änderte, als es im Perpendicular style umgestaltet wurde. 1561 verlor das Gotteshaus seinen zentral errichteten Turm, der durch den heutigen, sich über das Westtor erhebenden Turm ersetzt wurde.
- Wells Cathedral School

## Städtepartnerschaften
Wells hat Städtepartnerschaften mit Paray-le-Monial in Frankreich, Bad Dürkheim in Deutschland und Fontanellato in Italien.

## Persönlichkeiten
- Jocelin of Wells (im 12. Jahrhundert – 1242), Geistlicher, Bischof von Bath (und Wells) 1206–1242
- Joseph Morton (um 1630–1688), Kolonist und Gouverneur
- Thomas Linley senior (1733–1795), Musiker und Bühnenkomponist
- Alexander Edmund Batson Davie (1847–1889), kanadischer Politiker
- Michael Barker (1884–1960), Offizier
- Elizabeth Goudge (1900–1984), Schriftstellerin
- Mary Rand (* 1940), Leichtathletin
- Tony Ray-Jones (1941–1972), Fotograf
- Jack Buckner (* 1961), Mittel- und Langstreckenläufer
- Edgar Wright (* 1974), Regisseur
- James Keene (* 1985), Fußballspieler